# Hoogte (geografie)

Verticale referenties in Europa

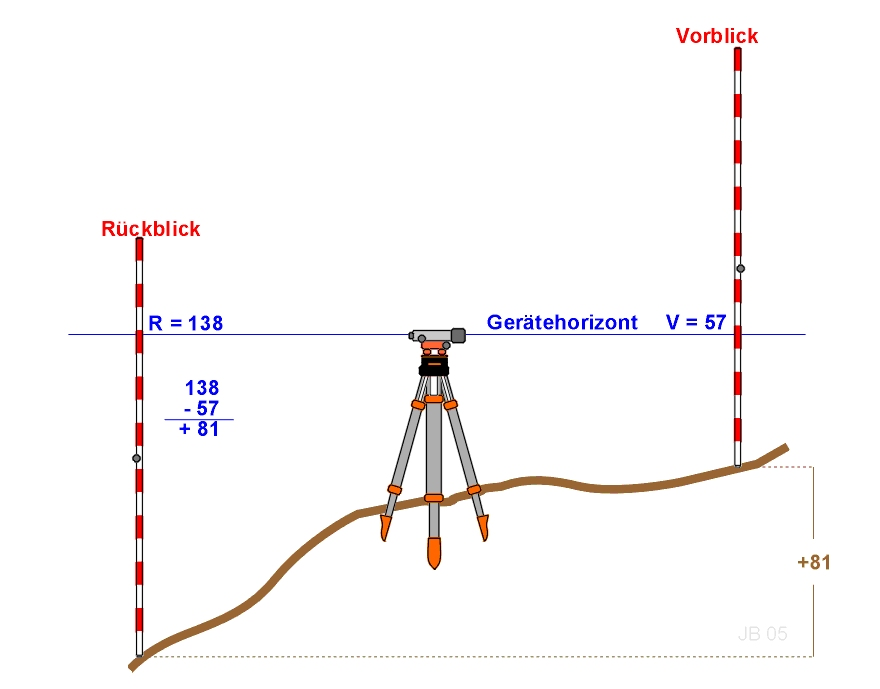
Hoogtebepaling door middel van waterpassing

De hoogte van een geografische locatie (bijvoorbeeld een berg of plateau) wordt opgegeven in meters (of andere lengtemaat) ten opzichte van een referentieniveau: het nulvlak.

## Methoden

### Waterpassing
De NAP-hoogte wordt bepaald door middel van waterpassing. Dit nulvlak (een equipotentiaalvlak) staat per definitie overal loodrecht op de zwaartekracht en is grillig van vorm met deuken en bulten van tientallen meters. Het vlak verandert door platentektoniek en inklinking van de bodem.
Voor hoogtebepaling door middel van waterpassing gebruikt elk land zijn eigen nulvlak. Uitsluitend in Nederland gebruikt men het Normaal Amsterdams Peil (NAP). Hierdoor kan de hoogteaanduiding van een plaats per land verschillen.
In België is het nulvlak voor het hoogtesysteem in 1958 tijdens de Tweede Algemene Waterpassing vastgelegd ten opzichte van de gemiddelde laagwaterstand in Oostende. De hoogte hiervan is 2,34 meter beneden NAP.
Het Duitse hoogtenet Normalnull (NN) werd in 1879 aangesloten op het NAP. In Oost-Europa wordt het Kronstadtpeil gebruikt, dat 14 cm boven NN ligt.
Het Amsterdams peil was in 1684 nog gelijk aan het hoogwaterniveau van het IJ. Door bodemdaling en zeespiegelstijging ligt het NAP tegenwoordig ongeveer op het gemiddelde zeeniveau van de Noordzee.

### GPS
Met behulp van GPS kan een hoogte worden bepaald. Deze GPS-hoogte is de hoogte ten opzichte van een ander nulvlak: de referentie-ellipsoïde, een wiskundig gedefinieerde eenvoudige en 'gladde' benadering van de vorm van de aarde. In Nederland bedraagt de GPS-hoogte 40 tot 46 meter meer dan de NAP-hoogte.

### Andere methoden
Andere methoden om hoogte(verschillen) te bepalen zijn barometrisch (bepalen van verschillen in luchtdruk), laseraltimetrie (tijdmeting van gereflecteerde laserpulsen), fotogrammetrisch (bepalen van de stereografische parallax op luchtfoto's), gravimetrisch (bepalen van verschillen in zwaartekracht), trigonometrisch (driehoekshoekmeting).